# 楊文光
楊文光（1528年—？），字誠甫，號孚菴，直隸保定府安州人，民籍，明朝政治人物。

## 生平
嘉靖三十一年（1552年）壬子科順天府鄉試第十二名舉人。嘉靖三十二年（1553年）聯捷癸丑科會試第三十三名，三甲第四十五名進士。礼部观政，授山东潍县知县，卒。

## 家族
曾祖楊勉，進士，任推官；祖父楊舜卿，兵馬指揮；父楊瀾，知州。母曹氏。慈侍下。弟文盛（生员）、文教、文訓。